# Trill (Star Trek)
Trill este numele unei specii extraterestre simbiotică din universul fictiv Star Trek. Prima oară a apărut în serialul Star Trek: Generația următoare. Cel mai cunoscut membru al acestei specii este Dax din Star Trek: Deep Space Nine.

## Personaje Trill
- Dax
  - Joran Dax
  - Curzon Dax
  - Jadzia Dax
  - Ezri Dax
- Lenara Kahn
- Odan